# Klosterkyrkan i Saint-Savin sur Gartempe

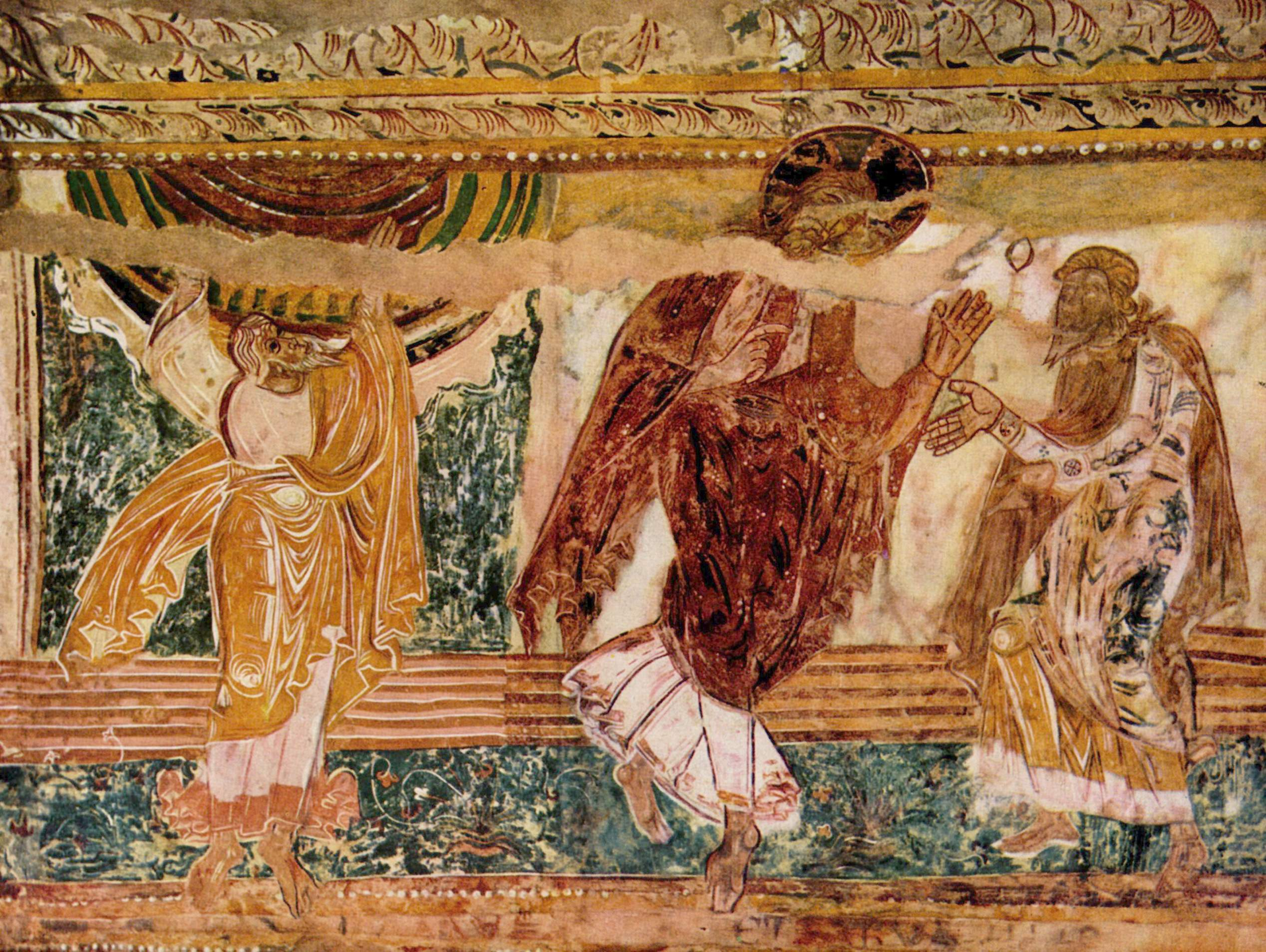
Romansk muralmålning från 1100-talet ("Gud talar med Noa").

Klosterkyrkan i Saint-Savin sur Gartempe är en kyrkobyggnad i Saint-Savin sur Gartempe i Frankrike.

## Kyrkobyggnaden
Den romanska kyrkan påbörjades i mitten på 1000-talet och har många vackra muralmålningar från 1000- och 1100-talet som ännu är i ett enastående skick. Kyrkan, som blev ett världsarv 1983, ligger i Saint-Savin-sur-Gartempe i Poitou, Frankrike.
Korskyrkan har ett kvadratiskt torn över korsmitten. Tvärskeppet byggdes först, därefter koret med sitt ambulatorium med fem radiala kapell i den månghörniga absiden.
I nästa byggnadsfas, ordnades tre bågar i mittskeppet, klocktornet och dess terrass och slutligen de sista sex bågarna i skeppet. Klocktornet är färdigställt med en vacker drygt 80 meter hög spira i sten som sattes upp i mitten av 1300-talet (restaurerad på 1800-talet).
Det tunnvalvade skeppet bärs upp av enorma kolonner med kapitäler
Under kyrkan ligger kryptan efter helgonen Sankt Savin och Cyprianus, här finns även fresker som speglar helgonens liv.

### Översättning
Den här artikeln är helt eller delvis baserad på material från engelskspråkiga Wikipedia, tidigare version.